# Hèche de Bounèu
La hèche de Bounèu (en espagnol punta Baja de las Blancas) est un sommet des Pyrénées, situé sur la frontière franco-espagnole entre les Hautes-Pyrénées, en région Occitanie, et la province de Huesca dans la communauté d'Aragon, qui culmine à 2 704 ou 2 702 mètres d'altitude dans le massif de la Munia.

## Toponymie
En occitan hèche signifie « pente », le mot désigne un endroit difficile d'accès, bounèu viendrait du gascon boun qui signifie « bon » et de néou qui signifie « neige », donc la pente de la bonne neige.

## Géographie
Il est situé entre le département des Hautes-Pyrénées en pays Toy en partie sud dans la vallée de Héas sur la commune de Gavarnie-Gèdre et la vallée de Bielsa en Espagne.

### Topographie
Elle est située à l'est du pic de Bounèu et à l'ouest du col de Bounèu. Elle surplombe le cirque de Troumouse et le lac d'Esbarris au nord.

### Hydrographie
Le sommet délimite la ligne de partage des eaux entre le bassin de la Garonne côté nord, qui se déverse dans l'Atlantique, et le bassin de l'Èbre, qui coule vers la Méditerranée côté sud.

## Voies d'accès
Côté français, par le col de Bounèu elle est accessible par l'impressionnante face nord, dans le vaste cirque de Troumouse. Le point de départ se situe au parking de Troumouse, aux alentours de 2 100 mètres.
Côté espagnol, on y accède via la vallée de Pineta aux alentours de 1 900 mètres d'altitude. Un sentier mène jusqu'au col puis au pic.

## Protection environnementale
Le pic est situé dans le parc national des Pyrénées et fait partie d'une zone naturelle protégée, classée ZNIEFF de type 1 : « cirques d'Estaubé, de Gavarnie et de Troumouse » et de type 2 : « haute vallée du gave de Pau : vallées de Gèdre et Gavarnie ».